# El meu germà Pol
El meu germà Pol (en castellano Mi hermano Pol) es una novela de la escritora valenciana Isabel-Clara Simó, editada por Ediciones Bromera en 2008 y ganadora del Premio de Novela Ciutat de Alzira el año anterior. La obra aborda el tema de los disminuidos psíquicos desde un punto de vista diferente, y explicando la historia desde el punto de vista de la protagonista.
Mercè, una niña de doce años, narra la historia de su hermano Pol, un joven de 29 años con síndrome de Down. Hijos de un militar y de una mujer que solo piensa en ella misma, la niña es quien se encarga de la casa prácticamente a solas y se responsabiliza de su hermano. Cuando este se enamora de Maria, una mujer con el mismo síndrome, no los dejarán estar juntos.
La obra fue llevada a los escenarios en una adaptación teatral hecha y dirigida por Xavier Lauder, y con Nel·lo Nebot y Laia Sorribes en los papeles principales de los hermanos.